# Hypopyra demaculata
Hypopyra demaculata är en fjärilsart som beskrevs av Embrik Strand 1914. Hypopyra demaculata ingår i släktet Hypopyra och familjen nattflyn. Inga underarter finns listade i Catalogue of Life.